# تصنيف سمية المبيدات

نظام تسمية السمية الهندي.

يشير تصنيف سمية المبيدات إلى نظام تصنيف لمبيدات الآفات تم إنشاؤه بواسطة منظمة وطنية أو دولية ذات صلة

رمز السمية للفئتين الأولى والثانية من السمية الأوروبية.

بالحكومة أو ترعاها. يعالج السمية الحادة لعوامل مثل مبيدات التربة ومبيدات الفطريات ومبيدات الأعشاب ومبيدات الحشرات ومبيدات القراد ومبيدات الرخويات ومبيدات النيماتودا ومبيدات القوارض.

## اعتبارات عامة
يعتمد تصنيف سمية المبيدات بشكل نموذجي على نتائج دراسات السمية الحادة مثل تحديد قيم الجرعة المميتة 50 في التجارب على الحيوانات، ولا سيما القوارض، عن طريق الفم أو الاستنشاق أو التطبيق الخارجي. يقيس التصميم التجريبي معدل الوفيات الحادة للعامل. لا تتناول فئة السمية بشكل عام قضايا الأضرار المحتملة الأخرى للعامل، مثل التراكم الأحيائي، أو قضايا السرطنة، أو المسخية، أو التأثيرات الطفرية، أو التأثير على التكاثر.
قد تطلب الهيئات المنظمة أن يتم تمييز عبوة العامل بكلمة إشارة، وعلامة تحذير محددة للإشارة إلى مستوى السمية.

## حسب الاختصاص

### منظمة الصحة العالمية
منظمة الصحة العالمية تسمي أربع فئات للسمية:
- الفئة الأولى-أ: شديدة الخطورة.
- الفئة الأولى-ب: شديدة الخطورة.
- الفئة الثانية: متوسطة الخطورة.
- الفئة الثالثة: قليل الخطورة.

يعتمد النظام على تحديد الجرعة المميتة 50 في الجرذان، وبالتالي فإن العامل الصلب عن طريق الفم مع LD50 عند 5 مجم أو أقل/كجم من وزن الجسم هو الفئة Ia، عند 5-50 مجم/كجم هي الفئة Ib ،LD50 عند 50-2000 مجم/كجم الفئة الثانية، وعند التركيز المميت النصفي عند التركيز أكثر من 2000 مجم/كجم تصنف على أنها من الدرجة الثالثة. قد تختلف القيم بالنسبة للعوامل الفموية السائلة والعوامل الجلدية.

### الاتحاد الأوروبي
هناك ثماني فئات سمية في نظام تصنيف الاتحاد الأوروبي، والذي ينظمه التوجيه 67/548/EEC:
- الصنف الأول: شديد السمية.
- الصنف الثاني: سام.
- الصنف الثالث: ضار.
- الصنف الرابع: مادة أكالة.
- الصنف الخامس: مهيج.
- الصنف السادس: التحسيس.
- الصنف السابع: مادة مسرطنة.
- الصنف الثامن: مطفّر.

يتم تمييز المواد شديدة السمية والسامة برمز السمية الأوروبي.

### الهند
يستخدم النظام الهندي الموحد لملصقات السمية لمبيدات الآفات نظامًا رباعي الألوان (أحمر، أصفر، أزرق، أخضر) لتسمية الحاويات بوضوح مع فئة السمية للمحتويات.

### الولايات المتحدة
تستخدم وكالة حماية البيئة الأمريكية أربع فئات سمية في تصنيف فئة السمية. يُطلب من الفئات من الأول إلى الثالث حمل كلمة إشارة على الملصق. تُنظم المبيدات الحشرية في الولايات المتحدة بشكل أساسي من خلال القانون الفيدرالي للمبيدات الحشرية ومبيدات الفطريات ومبيدات القوارض.

#### فئة السمية الأولى
- الأكثر سمية.
- تتطلب كلمة إشارة: "خطر-سم"، مع رمز الجمجمة والعظمتين المتقاطعتين، وربما يتبعهما:

"مميت إذا ابتُلع"، "سام إذا استنشق"، "خطير للغاية عن طريق ملامسة الجلد-يمتص بسرعة من خلال الجلد"، أو "مادة أكالة-تسبب تلفًا للعين وحروقًا جلدية شديدة"
تُقدر مواد الفئة الأولى بأنها قاتلة للإنسان البالغ بجرعة أقل من 5 جرامات (أقل من ملعقة صغيرة).

#### فئة السمية الثانية
- معتدل السمية.
- كلمة التنبيه: "تحذير"، يمكن أن يتبعها:

"ضار أو قاتل إذا ابتلع"، "ضار أو قاتل إذا امتُص عبر الجلد"، "ضار أو قاتل إذا استُنشق"، "يسبب تهيجا في الجلد والعين"
تُقدر مواد الفئة الثانية بأنها قاتلة للإنسان البالغ بجرعة تتراوح من 5 إلى 30 جرامًا.

#### فئة السمية الثالثة
- سامة قليلًا.
- كلمة التنبيه: تحذير، ربما يتبعها:

"ضار إذا ابتُلع"، "قد يكون ضارًا إذا امتُص من خلال الجلد"، "قد يكون ضارًا إذا استُنشق"، أو "قد يهيج العينين والأنف والحنجرة والجلد"
تُقدر مواد الفئة الثالثة بأنها قاتلة للإنسان البالغ عند جرعة معينة تزيد عن 30 جرامًا.

#### فئة السمية الرابعة
- عمليًا غير سام.
- لا توجد كلمة إشارة مطلوبة منذ عام 2002.

#### الاستخدام العام مقابل الاستخدام المقيد
علاوة على ذلك، تصنف وكالة حماية البيئة مبيدات الآفات إلى تلك التي يمكن لأي شخص استخدامها (مبيدات الآفات للاستخدام العام)، وتلك التي يجب تطبيقها من قبل أو تحت إشراف فرد معتمد. يتطلب استخدام مبيدات الآفات المقيدة الاحتفاظ بسجل للتطبيق.

## وصلات خارجية
- وثيقة تصنيف منظمة الصحة العالمية
- مقياس تصنيف السمية نسخة محفوظة 12 ديسمبر 2008 على موقع واي باك مشين.
- قراءة الملصق
- كندا رموز السمية
- تحمي نفسك نسخة محفوظة 26 أغسطس 2014 على موقع واي باك مشين.
- تصنيفات المبيدات
- نقد النموذج باستخدام قيم الجرعة المميتة، 50 لتحديد "السمية"
- صحيفة وقائع كلمات الإشارة-المركز الوطني لمعلومات المبيدات